# Черепов, Борис Михайлович
Борис Михайлович Черепов (1905, Сумы, Харьковская губерния, Российская империя — неизвестно, Тельмановский район, Донецкая область) — старший агроном зернового совхоза имени XVIII партсъезда Министерства совхозов СССР, Тельмановский район Сталинской области, Украинская ССР. Герой Социалистического Труда (1949).

## Биография
Родился в 1905 году в Сумах, Екатеринославская губерния. Получил сельскохозяйственное образование, трудился в сельском хозяйстве Украинской ССР. С конца 1930-х годов — агроном в совхозе «Шахтёр» Великоновоселковского района. После освобождения Донбасса от немецкой оккупации в сентябре 1943 года призван в Красную Армию по мобилизации. Участвовал в Великой Отечественной войне. Воевал ездовым гужтранспортной роты в составе 416-й стрелковой дивизии, после ранения — метеорологом-наблюдателем 223-й отдельной роты химической защиты.
После демобилизации возвратился на Украину, где трудился старшим агрономом совхоза имени 18 партсъезда (с 1992 года — опытное хозяйство «Приазовье» Донецкого института агропромышленного производства) Тельмановского района с центральной усадьбой в селе Новосёловка Тельмановского района (сегодня — Волновахский район).
В 1948 году обеспечил получение в совхозе в среднем с каждого гектара по 32,3 центнера пшеницы на площади 313 гектаров. Указом Президиума Верховного Совета СССР от 14 мая 1949 года удостоен звания Героя Социалистического Труда за «получение высоких урожаев пшеницы в 1948 году» с вручением ордена Ленина и золотой медали «Серп и Молот» (№ 3602).
Этим же указом званием Героя Социалистического Труда были награждены директор совхоза Иван Андреевич Бабенко, управляющий отделением Иван Леонтьевич Мирошниченко, звеньевая Елена Иосифовна Рудницкая, старший механик Клим Власович Харчук и механик отделения Илья Дмитриевич Саввахай.
Проживал в Тельмановском районе. Дата смерти не установлена.
Награды
- Герой Социалистического Труда
- Орден Ленина
- Орден Красной Звезды (26.07.1945)
- Медаль «За боевые заслуги» (14.05.1945)